# Adeline Rittershaus

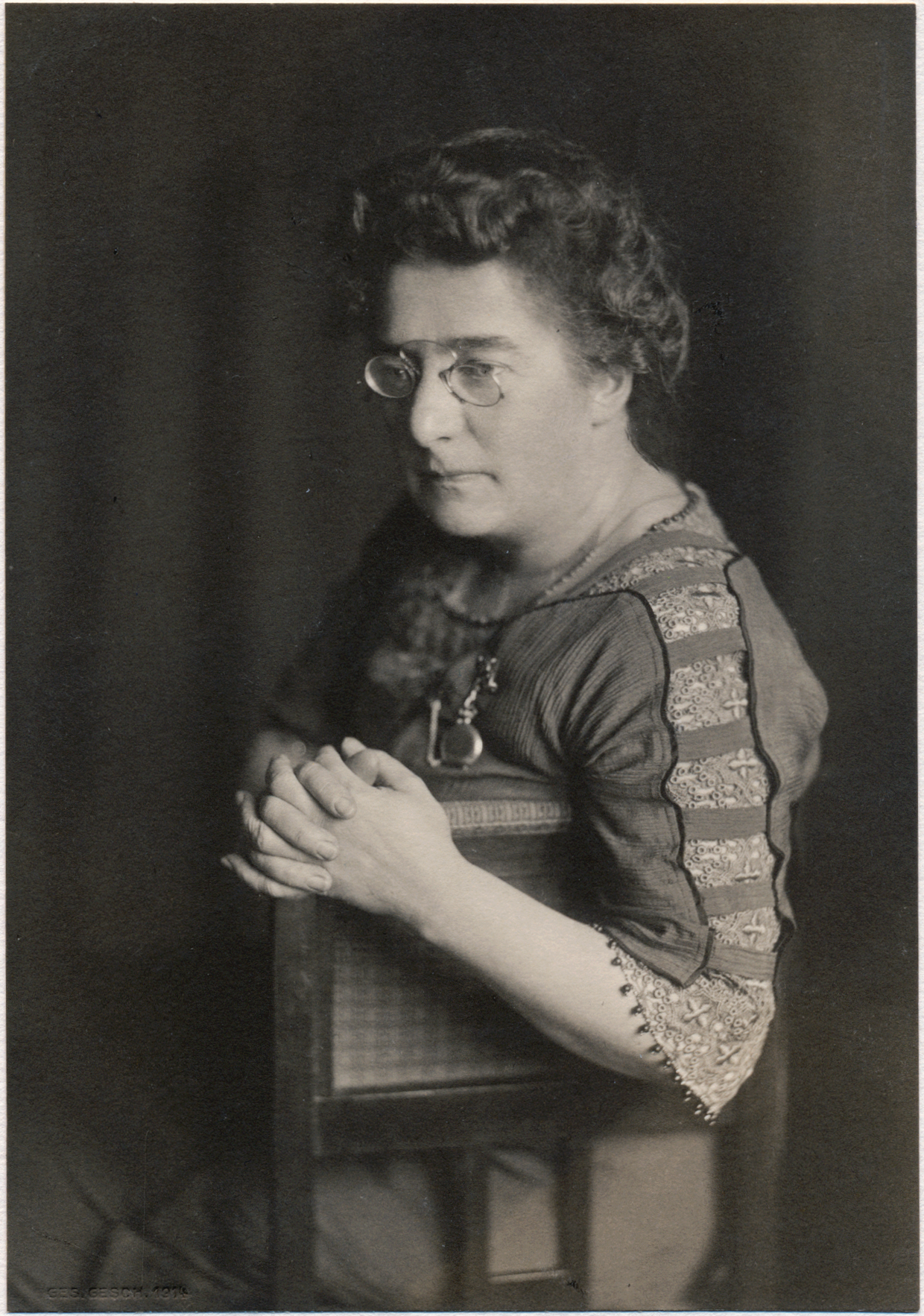
Adeline Rittershaus-Bjarnason, 1914

Adeline Rittershaus (* 29. Juli 1867 in Barmen (heute Stadtteil von Wuppertal); † 6. September 1924 in Berlin; auch Rittershaus-Bjarnason, Oberländer-Rittershaus) war eine deutsche Philologin, Skandinavistin und Vorkämpferin für die Gleichberechtigung der Frauen. Sie promovierte im Jahr 1898 als eine der ersten Frauen an der Universität Zürich und erwarb 1902 als erste Frau eine Venia legendi an der Philosophischen Fakultät I der Universität Zürich. Rittershaus war zudem das erste weibliche Mitglied der Gesellschaft für deutsche Sprache in Zürich. Ihre bekannteste wissenschaftliche Arbeit ist eine Sammlung isländischer Volksmärchen, die sie aus Manuskripten transkribierte und aus dem Isländischen ins Deutsche übersetzte.

## Leben
Adeline Rittershaus war eine Tochter von Julie Hedwig Rittershaus (geb. Lucas) und des Dichters Emil Rittershaus. Sie war das jüngste von sieben Geschwistern und wuchs in Barmen in der preußischen Rheinprovinz auf. Ferdinand Freiligrath, ein Freund ihres Vaters, war ihr Patenonkel. Adeline Ritterhaus ihrerseits war eine Groß- und Patentante der Meinungsforscherin Elisabeth Noelle-Neumann und Schwägerin von Ingibjörg H. Bjarnason, der ersten weiblichen Parlamentarierin im isländischen Althing.
Nach ihrer Ausbildung an der höheren Töchterschule in Barmen arbeitete sie als Haustochter bei ihren Eltern bis zu ihrem 25. Geburtstag. Nun durfte sie sich nach einem alten Versprechen ihrer Eltern auf ein Studium vorbereiten. Da Frauen in Deutschland erst ab 1899 das Abitur erwerben konnten, legte Adeline Rittershaus nach privater Vorbereitung durch Lehrer des Barmer Realgymnasiums 1894 nach nur anderthalb Jahren das Maturitätsexamen in Zürich ab, immatrikulierte sich Ostern an der Universität Zürich und studierte unter anderem germanische Philologie bei Albert Bachmann, Pädagogik, Griechisch und Sanskrit. Im selben Jahr versuchte Adeline Rittershaus noch, sich in Freiburg zu immatrikulieren. Das Ministerium in Karlsruhe verlangte jedoch, dass sie das Maturitätsexamen in Baden wiederhole, da sie die schweizerische Maturität einer Dame nicht anerkennen wollten. Sie promovierte 1898 als zweite Frau an der Universität Zürich, und zwar mit einer Studie zu den Ausdrücken für Gesichtsempfindungen in den altgermanischen Dialekten. Diese wurde von der Gesellschaft für deutsche Sprache und Literatur in Zürich, deren erstes Damenmitglied sie war, veröffentlicht.
1898 reiste sie zum ersten Mal für mehrere Monate nach Island, um dort die isländische Sprache und Literatur zu studieren. Dieses Studium setzte sie nach ihrer Rückkehr in Zürich speziell mit dem Studium des Alt- und Neuisländischen intensiv fort. Während ihres zweiten Aufenthalts auf Island 1899 lernte Adeline Rittershaus den isländischen Lehrer Þorleifur H. Bjarnason kennen und heiratete ihn. 1901 ließen sie sich wieder scheiden. Sie hatten eine gemeinsame Tochter, Ingibjörg Stein Bjarnason (* 1901; † 1977), welche sie nach Rittershaus’ Schwägerin Ingibjörg H. Bjarnason benannten.
1901 stellte sie ein Gesuch um Zulassung zur Habilitation für Alt- und Neuisländische Sprache und Literatur an der Rheinischen Friedrich-Wilhelms-Universität Bonn, das mit 14 zu 16 Stimmen abgelehnt wurde. Nach eigenen Angaben ging es in dem Verfahren, wie ihr privat mitgeteilt wurde, nicht um ihre wissenschaftlichen Kompetenzen, sondern einzig um die Frage, ob die Professoren mit einer Frau zusammenarbeiten wollten. Die offizielle Ablehnung erfolgte erst nach direkter Nachfrage und „selbstverständlich ohne Angabe des Grundes“. In der Zeitschrift Frauencorrespondenz vom 11. und 14. Februar 1902 berichtete Adeline Rittershaus ausführlich über ihre Erfahrungen mit der Bonner Universität. Adeline Rittershaus und Maria von Linden waren in Preußen bis zum Ende des Kaiserreichs die einzigen Frauen überhaupt, die versucht hatten, die Lehrberechtigung an einer Universität zu erhalten. Nach der Ablehnung ihres Habilitationsgesuchs gelang es Adeline Ritterhaus 1902, sich mit ihrem Buch Die neuisländischen Volksmärchen an der Universität Zürich zu habilitieren.
1904 heiratete sie den aus Deutschland stammenden Zürcher Architekten Theodor Oberländer; diese Ehe wurde 1919 geschieden, was den gesellschaftlichen Druck auf Rittershaus erheblich erhöhte.
Zwischen 1905 und 1920 war sie Privatdozentin für Neu- und Altisländische Literatur an der Universität Zürich. Eine ihrer Studentinnen war zum Beispiel Elise Wipf, die erste Frau in der Redaktion des Schweizerischen Idiotikons. Aufgrund schwerer Krankheit bat sie am 21. Mai 1920 um Entlassung aus dem Lehrkörper der Universität Zürich. Adeline Rittershaus starb am 6. September 1924 in Berlin an einem Herzschlag.

## Forschungstätigkeit
An der Landesbibliothek in Reykjavík forschte sie nach im 19. Jahrhundert gesammelten isländischen Volksmärchen. Aus dieser Tätigkeit entstand ihr bis heute wichtiger Beitrag zur vergleichenden Märchenforschung, ihre Habilitationsschrift Die neuisländischen Volksmärchen. Die Inspiration für ihre Arbeit bekam sie durch das zweiteilige Werk  Íslenzkar þjóðsögur og æfintýri  von Jón Árnason und Isländische Volkssagen der Gegenwart von Konrad Maurer. Durch ihre akribische Forschung, schaffte es Rittershaus 40 weitere unbekannte Märchen zu entdecken, welche in den Schriften von Árnason und Maurer nicht zu finden sind. In ihrem Werk brachte sie 127 Märchen zusammen, welche sie hinsichtlich Parallelen, wie Motive und Gestalten, analysierte.
Ihr Spätwerk mit dem Titel Altnordische Frauen ist ein populärwissenschaftliches Porträt der Frauen zur Sagazeit, welches Rittershaus anhand der Sagaliteratur konstruierte.

## Schriften
- Die Ausdrücke für Gesichtsempfindungen in den altgermanischen Dialekten. Ein Beitrag zur Bedeutungsgeschichte. Zürich 1899 (Digitalisat Band 1).
- Ziele, Wege und Leistungen unserer Mädchenschulen und Vorschlag einer Reformschule. Jena 1901.
- Die neuisländischen Volksmärchen. Ein Beitrag zur vergleichenden Märchenforschung. Halle (Saale) 1902 (Digitalisat). Neuausgabe Hofenberg, Berlin 2013, ISBN 978-3-8430-2675-8.
- Altnordische Frauen. Frauenfeld/Leipzig 1917.

## Artikel
- mit Alfred Tobler: Die Stiefel mit den Totenbeinen. In: Schweizerisches Archiv für Volkskunde. 5. Jahrgang 1901 (Digitalisat).
- Kann eine Frau in Deutschland Privatdozentin werden? In: Frauencorrespondenz. Nr. 39 vom 11. Februar 1902 und Nr. 40 vom 14. Februar 1902.
- Der Küster von Mýrka. In: Die Schweiz. Schweizerliche illustrierte Zeitschrift. Elfter Band 1907 (Digitalisat).